# Severius Hazail Saume
Mor Severius Hazail Saume (Aramees: ܡܪܝ ܣܘܪܝܘܣ ܚܙܐܝܠ ܥܝܣܐ ܨܘܡܐ) (Kamishli, 5 november 1965), is aartsbisschop van de Syrisch-orthodoxe Kerk van Antiochië in België, Frankrijk en Luxemburg.
Hij is geboren op 5 november 1965 in Kamishli, Syrië. Na zijn secundair onderwijs, studeerde hij theologie aan de St. Ephrem theologische seminaris. In 1993 werd hij naar de Université catholique de Louvain, een universiteit in België, gestuurd waar hij in Oosterse studies en Theologie afstudeerde. In 1996 ontving hij de meestergraad in Oosterse Studies van dezelfde instelling. In de periode 1996-1998 studeerde hij Politieke en Internationale verhouding. In 1998 werd hij als de algemene bibliothecaris van de patriarchale bibliotheek aangesteld. Van 1998 tot 2005 was hij een lid van “Laboratoire des Religions du Livre” in Parijs. 
Op 12 februari 2006 wijdde de patriarch Mor Ignatius Zakka I Iwas monnik Hazail Saume tot metropoliet met de naam Severius in de Basilicakerk te Brussel, België. 
De patriarch benoemde hem als patriarchaal vicaris voor de Syrisch-orthodoxe Kerk in België en Frankrijk.
Tijdens de Synode van september 2007 werd besloten om Luxemburg aan het aartsbisdom toe te voegen.